# 道の駅大日岳
道の駅大日岳（みちのえき だいにちだけ）は、岐阜県郡上市高鷲町西洞にある国道156号の道の駅である。

## 施設
当駅は、建物面積が約244平方メートルと小さく（別棟のトイレを含む）、岐阜県内では最も小さい道の駅となっている（建物のみ、札幌テレビ放送『どさんこワイド』が調査した2019年時点）。
- 駐車場
  - 普通車：29台[3][4]
  - 大型車：7台[3][4]
  - 身障者用：4台[3][4]
- トイレ
  - 男性：大 5器（4器） 小 8器（8器）
  - 女性：9器（8器）
  - 身障者用：2器（2器）

※（）内は24時間使用可能
- 喫茶・軽食コーナー（9:00 - 17:00）[2][3][4]
- 特産品販売所（9:00 - 17:00）[2][3][4]

### 管理団体
- 設置者：郡上市（食材供給施設）[2]
- 指定管理者：協同組合高鷲観光協会（同上）[6]

## 休館日
- 毎週木曜日（祝日は営業）[2][3]
- 冬季（12月1日 - 3月31日、年度によって変動あり）[3][5]
  - 冬季は完全休業となる（道の駅スタンプラリーも押印不可）[3][5]。なお、ウェブサイトやガイドブックによっては、冬季休業を記載していない場合がある[4]。

## アクセス
- 国道156号 - 登録路線

## 周辺
- 分水嶺公園（庄川と長良川）
- ひるがの湿原植物園
- ダイナランド
- 高鷲スノーパーク
- 大日ヶ岳
- 鷲ヶ岳